# Нагатинский Затон (район Москвы)
Нага́тинский Зато́н — район Южного административного округа Москвы и соответствующее ему внутригородское муниципальное образование. 
В состав района входит территория рядом с Нагатинским затоном, ограниченная с трёх сторон излучиной Москвы-реки, восточная часть полуострова Нагатинская пойма, а также музей-заповедник «Коломенское».

## Показатели района
По данным на 2010 год площадь территории района составляет 979,5 га. Население — 120 779 чел. (2024). Плотность населения — 11 656,7 чел./км², площадь жилого фонда — 1848,8 тыс. м² (2010 год).

## Территория и границы
Границы района Нагатинский Затон и внутригородского муниципального образования Нагатинский Затон проходят по южным и западным границам территории музея-заповедника «Коломенское», далее по оси проспекта Андропова, осям: старого русла реки Москвы, русла реки Москвы, шлюза 10-11, русла реки Москвы до южных границ территории музея-заповедника «Коломенское»
Таким образом, район Нагатинский Затон граничит по руслу Москвы-реки с районами Печатники (восток, юго-восток) и Южнопортовый Юго-Восточного административного округа (север), с запада — с районами Нагатино-Садовники и Даниловский, с юга — с районом Москворечье-Сабурово.

## Население района
| 2002     | 2010     | 2012     | 2013     | 2014     | 2015     | 2016     |
| -------- | -------- | -------- | -------- | -------- | -------- | -------- |
| 105 948  | ↗115 354 | ↗116 193 | ↗116 957 | ↗117 898 | ↗118 328 | ↗119 053 |
| 2017     | 2018     | 2019     | 2020     | 2021     | 2023     | 2024     |
| ↗119 317 | ↗119 726 | ↗120 954 | ↗121 143 | ↘120 624 | ↘120 618 | ↗120 779 |

### Национальный состав
По итогам переписи населения 2020 года проживали следующие национальности (национальности менее 0,1 % и другое, см. в сноске к строке «Другие»):
| Национальность | Численность, чел. | Доля     |
| -------------- | ----------------- | -------- |
| Русские        | 97 311            | 80,67 %  |
| Татары         | 532               | 0,44 %   |
| Украинцы       | 484               | 0,40 %   |
| Армяне         | 432               | 0,36 %   |
| Грузины        | 345               | 0,29 %   |
| Азербайджанцы  | 324               | 0,27 %   |
| Евреи          | 264               | 0,22 %   |
| Узбеки         | 160               | 0,13 %   |
| Таджики        | 144               | 0,12 %   |
| Белорусы       | 133               | 0,11 %   |
| Другие         | 20 495            | 16,99 %  |
| Итого          | 120 624           | 100,00 % |

## Природа района

### Геология
Глубина залегания поверхности кристаллического фундамента на территории района сильно колеблется: от 1600 м на севере до 2600 м на юге. Это объясняется тем, что через неё проходит Павлово-Посадский разлом (примерно вдоль улицы Новинки), который отделяет Теплостанский грабен Подмосковного авлакогенного прогиба, сложенный мигматитами по породам обоянской серии от Балашихинского грабена Истринско-Кольчугинского выступа, сложенный высоко-магнитными биотитовыми и амфиболитовыми гнейсами-кварцитами нижнего протерозоя.

### Нагатинская пойма
Нагатинская пойма — крупнейшая пойма в черте города. Средняя высота над уровнем реки 1 — 1,5 м. До сооружения в 1930-х годах Перервинского гидроузла территория затоплялась во время паводков и была сильно заболочена.
В конце 1960-х годов Нагатинская пойма полностью реконструирована. Здесь были проведены большие работы по ликвидации заболоченности, был сооружён спрямительный канал длиной 3,5 км, в результате чего образовался остров площадью свыше 150 га, разделённый Нагатинским мостом.

## История района

### Населённые пункты на территории района до 1960 года

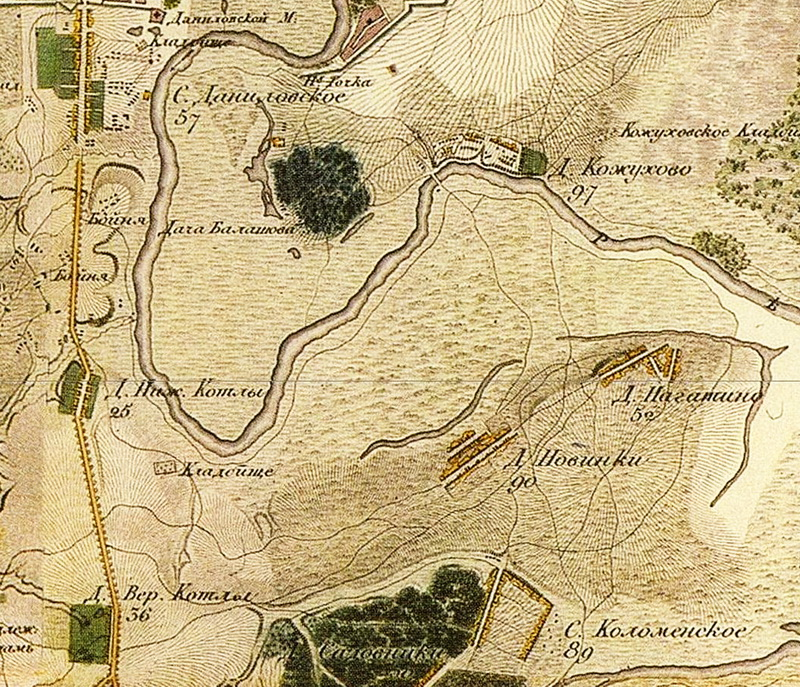
Коломенское, Нагатино, Новинки, Садовники на карте 1818 года (фрагмент)

На территории современного района Нагатинский затон в прошлом были расположены хорошо известные в истории России подмосковные деревни и сёла: Дьяковское, Коломенское, Нагатино, Новинки, Садовники и Штатная слобода.

#### Сталинские лагеря
В связи со строительством Канала Москва-Волга в 1932 году, на территории района началось активное строительство Перервинского гидроузла, который был последним участком Канала. Строительство велось силами заключённых Дмитровлага, для чего было создано несколько лагерных пунктов численностью 15 тысяч человек. 

#### Нагатино
Деревня находилась вплоть до 1960-х годов в районе нынешней конечной остановки трамваев в конце Судостроительной улицы.
Происхождение названия деревни Нагатино неясно, существуют несколько версий его объяснения. Название могло быть образовано от словосочетания «на гати», но эта версия скорее всего является типичным народным объяснением непонятного названия. На старых картах название села всегда писалось с «о» в первом слоге (Ногатиньское, Ногатино) и, возможно, происходило от названия «ногата» — мелкая денежная единица на Руси до XV века, но ко времени возникновения села «ногаты» не имели уже хождения на Руси. Возможно, название происходит от древнерусского слова «ногатица» — горница. Наконец, существует версия, что название имеет владельческий характер. Однако версия, что Нагатино получило своё название от человека, носившего прозвище «Ногата», не подтверждается, так как такого имени обнаружить не удалось.
Вместе с тем гать — это дорога через болото или затопленный участок суши. На гати — поселение на болоте.

#### Коломенское
Существует предание, что село Коломенское было основано в 1237 году жителями Коломны, которые бежали из родного города от нашествия хана Батыя. Отсюда будто бы и произошло название села Коломенского. Но это по всей видимости является народной этимологией непонятного топонима. Происхождение названия села неясно, имеются и другие версии: возможно, название образовано от славянского слова «коло» и может переводиться как «окрестное»; также возможно происхождение названия и от слова «колоймище» — кладбище, образованного от финских «кальма» — могила или «кальмисто» — могилище.

#### Дьяковское
Название села, возможно, происходит от дьяка князя Владимира Андреевича Серпуховского (Храброго), который управлял сёлами и имел здесь двор.
Рядом с селом находится высокий, пирамидальной формы, холм — «Дьяково городище». Здесь находилось поселение древнего человека, укрепленное валами и рвами. На городище активно развивались обработка металлов и гончарное ремёсла.
Село Дьяковское располагалось на высоком правом берегу Москвы-реки. С севера оно было отгорожено от села Коломенское Голосовым оврагом.
Дьяковское впервые упоминается в духовной грамоте князя Владимира Андреевича, двоюродного брата Дмитрия Донского, завещавшего сёла своей жене Елене Ольгердовне, дочери великого князя литовского Ольгерда.
В середине XV века жена великого московского князя Василия Тёмного — Мария Ярославна выменяла Дьяковское у своей тётки княгини Василисы, и завещала отдать его сыну — будущему великому князю Ивану III. В 1447 году в «Докончании великого князя Василия Васильевича с князем Серпуховским и Боровским Василием Ярославичем» наряду с Коломенским говорится о селе Дьяковском уже как о владении великого князя.

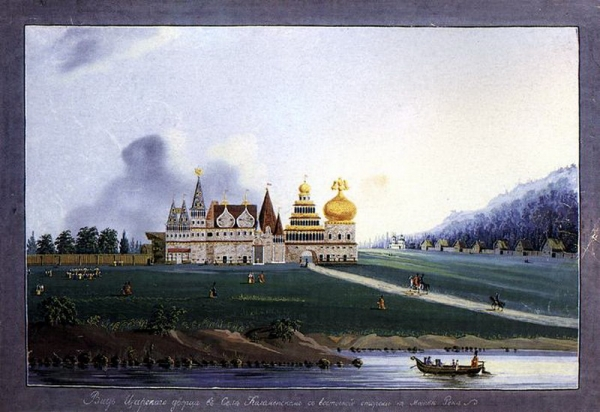
Деревянный дворец Алексея Михайловича

Основную часть жителей Дьяковского составляли крестьяне, работавшие на пашне. Другую часть жителей села составляли «бобыли», у которых не было возможности содержать семью. С середины XVII века цари заводят здесь садовое хозяйство.
По соседству с крестьянскими домами находились Потешный и Конюшенный государевы дворы, являвшиеся как бы филиалами дворцовых построек в Коломенском. Здесь же были поставлены небольшие государевы хоромы, нередко использовавшиеся царем Алексеем Михайловичем.

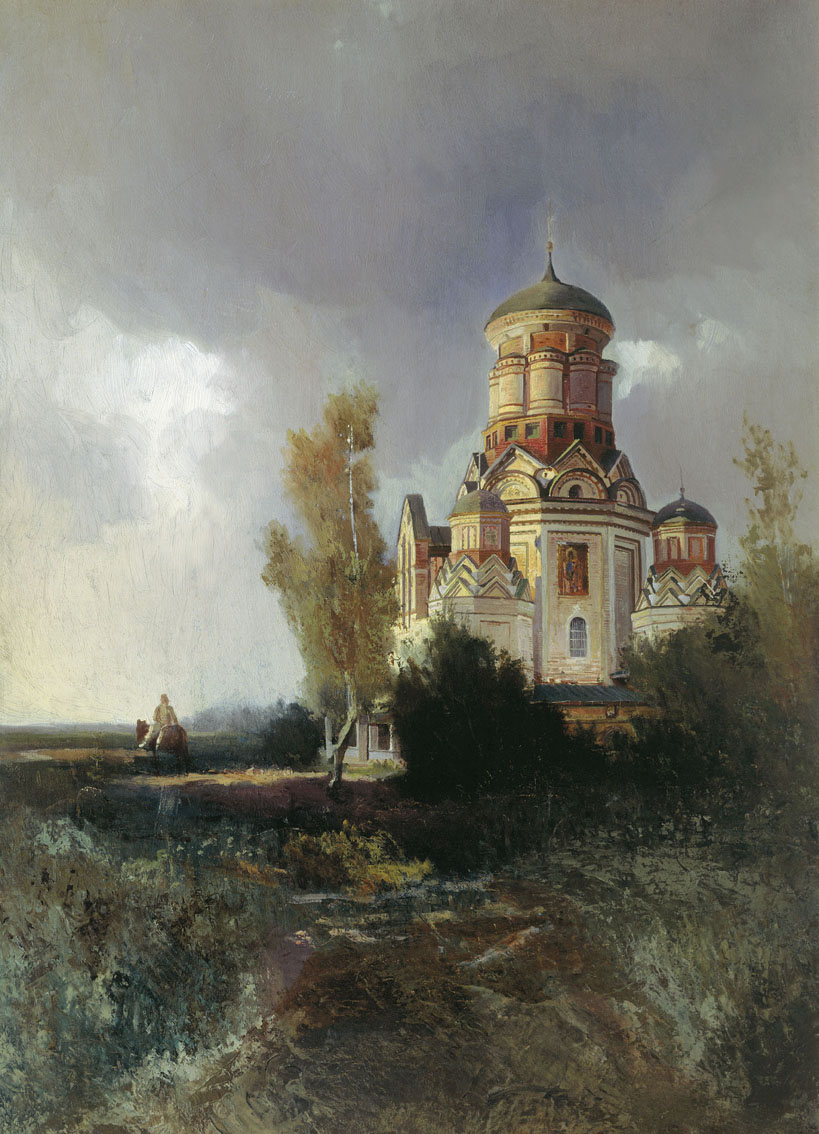
Дьяковская церковь на пейзажном этюде Н. Маковского

Археологические исследования показали, что в домашнем строительстве сёл Коломенского и Дьяковского были использованы дверные ручки, замки, ключи, дверные накладки и прочее из деревянного дворца царя Алексея Михайловича (ныне отстроенный заново), скупленные крестьянами при разборке памятника во второй половине XVIII века.
На крутом склоне Дьяковского холма расположен памятник эпохи Ивана Грозного — Церковь Усекновения главы Иоанна Предтечи в Дьякове.
В последнее десятилетие XVII века церковью пользовались как жители сёл Дьяковское и Коломенское, так и жители отдалённых деревень, таких как Чёрная Грязь (Царицыно). При храме находилось кладбище, где многие из могильных надгробий являлись произведением русского камнерезного искусства XVII—XIX веков. Кладбище снесено в период подготовки к летней олимпиаде в Москве (1980).

#### Садовая слобода или Садовники
Своим происхождением оно обязано коломенским дворцовым садовникам.

#### Новинки
Первое упоминание о Новинках встречается в духовной грамоте великого князя Василия II 1461—1462 гг., в которых в числе владений, завещаемых великой княгине Марии Ярославне вместе с селом Ногатинским записаны Новинки.
Деревня располагалась возле имевшего вытянутую форму Новинского озера, с его южной стороны. К северу от озера до реки Москвы находились обширные заливные луга. Обязанности дворцовых крестьян были различны: они платили денежный оброк и разные пошлины, обрабатывали пашню, проводили уборку территории царского дворца, рубили дрова, поставляли стройматериалы и продукты питания.
Крестьяне получали доход от продажи овощей в Москве. На пашнях сажался преимущественно картофель. У многих семей имелись огороды, на которых выращивали, в основном, капусту, огурцы, различную рассаду, свёклу. В деревне имелось большое количество лошадей — 227 голов, свиней — 162, некоторые хозяйства имели коров. Наличие лошадей давало мужчинам возможность подрабатывать зимой возкой снега, льда, песка, а женщины наматывали хлопчатобумажную нить на катушки.
По ревизским сказкам в 1816 году здесь насчитывалось 215 мужчин и 236 женщин, в 1859 году — 367 мужчин и 375 женщин. Значительную часть населения составляли старообрядцы, в деревне находилась их часовня.
Деревня относилась к приходу церкви Усекновения главы Иоанна Предтечи в Дьякове.

### Постреволюционная история района
В 1931 году принимается решение о строительстве канала имени Москвы. Непосредственно к работам приступили лишь в 1932 году. В Нагатино образуется один из первых участков — Перервинский участок Южного района Дмитровлага. 26 октября 1932 года в Нагатино приезжают первые партии заключённых, этот день и следует считать днём рождения района. Один из лагерей создаётся между современными улицами Затонная и Речников — непосредственно по границе деревень Новинки и Нагатино. Второй лагерь создаётся на острове, близ современного посёлка Шлюзы. Позднее был создан лагерь священников на территории нынешнего парка Коломенское . В апреле 1935 году запущен в эксплуатацию шлюз № 10 и Перервинская плотина, высвобожденная рабочая сила из числа заключённых Дмитлага и вольнонаёмных приступает к строительству МССЗ и инфраструктуры завода — строится посёлок Нагатино. Фактически рождение посёлка Нагатино, далее переросшего в район Москвы, следует отсчитывать с 26 октября 1932 года, когда прибыли первые строители Дмитлага, но уже главное развитие началось с постройкой районообразующего предприятия МССЗ, на тот момент Нагатино указывается как крупный водницкий производственный и жилищный городок Нагатино. Параллельно, в 1937 году начинается строительство последнего Шлюза № 11 канала Москва-Волга, ГЭС и возведение дамб на рукотворном острове. К 1938 году, под непосредственным руководством НКВД СССР был построен рабочий посёлок Нагатино, МССЗ и Перервинский Гидроузел. Лагерные бараки Лагпункта № 2, расположенного близ улицы Речников, были заселены рабочими МССЗ и просуществовали до 1964 года. До шестидесятых просуществовали и постройки лагеря Священников в Коломенском. После завершения строительства и существования Дмитлага в 1937—1938 годы, часть заключённых была расстреляна на Бутовском полигоне, часть отправлена на строительство Южного порта, а часть амнистирована и трудоустроена на МССЗ, КИМ и ЗиС. Последние остались проживать в Нагатино в одноимённом микрорайоне Нагатино — Дмитлаг. На территории имеются места массовых захоронений строителей Перервинского Гидроузла и рабочего посёлка Нагатино. В конце Коломенской набережной расположен идеально круглый холм, созданный руками заключённых, последняя точка канала «Москва — Волга», это т. н. кавальеры шлюза, под которыми также находятся захоронения. В память о погибших на этом месте был установлен Поминальный Крест, который был снесён на Пасху 2022 года по распоряжению властей Нагатинского затона.

### История района после включения в черту Москвы в 1960 году
В 1960 году подмосковные деревни Дьяковское, Коломенское, Нагатино, Новинки, Садовники и самый большой по численности рабочий посёлок Нагатино, фактически поглотивший в себе деревни Нагатино и Новинки, вошли в черту Москвы, в состав Пролетарского района. В конце 1960-х годов на территории, которую всю целиком стали именовать «Нагатино», началось масштабное строительство многоэтажных жилых домов.

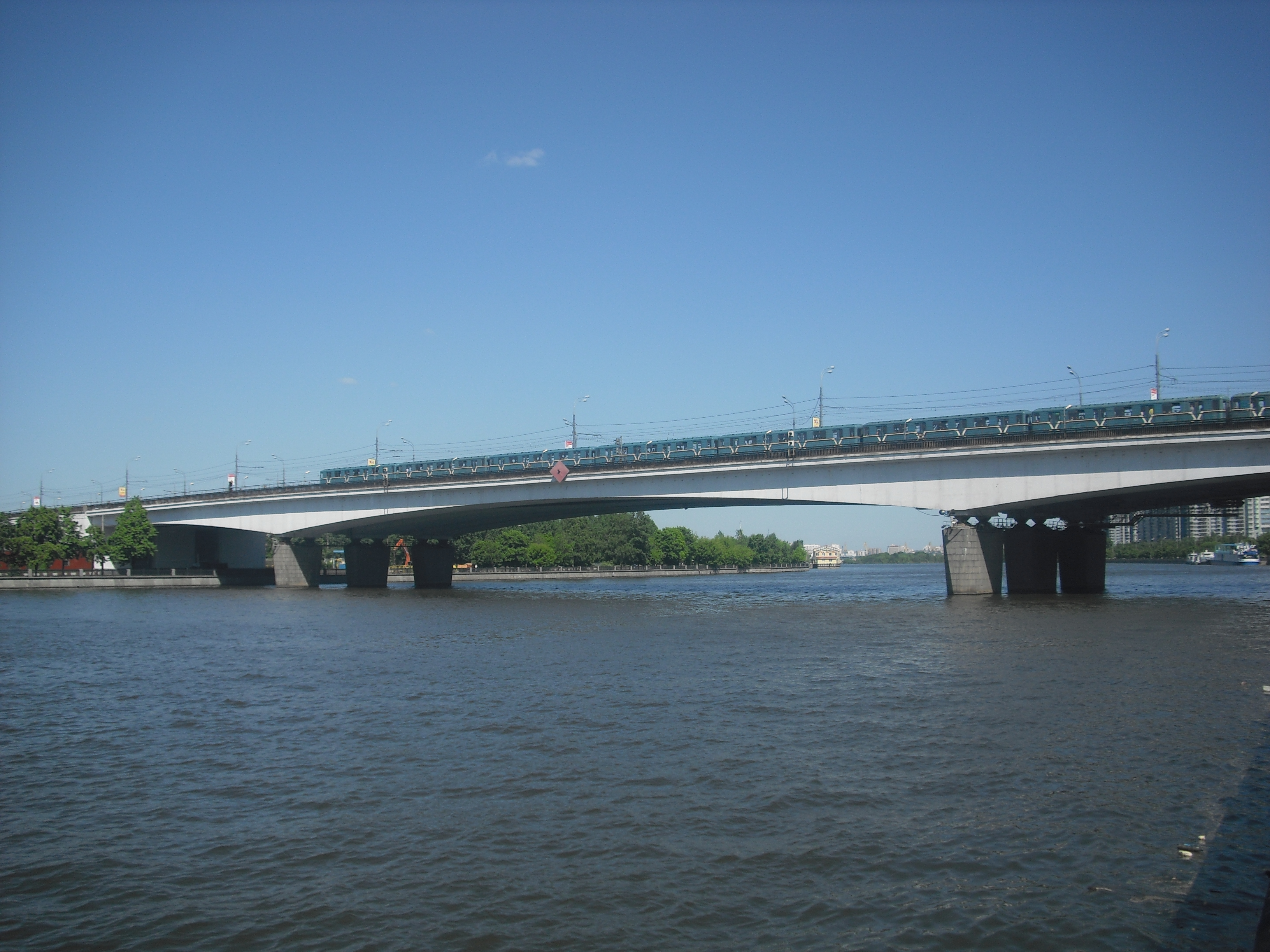
Нагатинский метромост

Тогда же на правом берегу реки Москвы была полностью реконструирована Нагатинская пойма, затапливаемая прежде во время паводков, сооружён спрямительный канал шириной 170 м для прохода судов, в результате чего образовался остров. Была построена Нагатинская набережная, выполненная из сборного железобетона, облицованного гранитом. Архитектурное решение застройки жилых корпусов со стороны реки Москвы — в виде домов, стилизованных под паруса, — создаёт современный фасад района.
В 1969 году близ бывшей деревни Новинки был сооружён Нагатинский метромост, который соединил Нагатино с районом Южнопортовый, здесь прошёл Пролетарский проспект (ныне проспект Андропова), построена станция метро «Коломенская».
В канун празднования 60-летия Октябрьской революции на острове в Нагатинской пойме был заложен Парк имени 60-летия Октября (архитектор В. И. Иванов), который занимает территорию более 100 га.
В 1981 году на месте полей бывшего овощеводческого колхоза «Огородный гигант» была продолжена застройка ещё одного жилого массива (Коломенская улица и Коломенская набережная — бывшие улицы Средняя и Нижняя села Коломенское).
Главным архитектором застройки Нагатино в этот период была Алдонина, Римма Петровна, являющаяся, помимо прочего, известной детской поэтессой.

### Создание района
В 1991 году в Москве была проведена административная реформа. Прежние районы были упразднены, вместо них были образованы 10 административных округов, в том числе Южный административный округ и в его составе временный муниципальный округ Нагатинский Затон. В 1995 году он получил статус района Москвы Нагатинский Затон.
В 2002 году Московской городской Думой были приняты изменения в закон «О территориальном делении города Москвы», согласно которым территория музея-заповедника «Коломенское» была включена в состав района Нагатинский Затон, границы которого были переопределены новой редакцией закона «О территориальном делении Москвы».

## Значимые объекты района

### Московский судостроительный и судоремонтный завод (МССЗ)
Московский судостроительный и судоремонтный завод был построен в затоне Нагатинской поймы и введен в действие в 1936 году.
Основное направление работы завода — судостроение и ремонт самоходного флота, изготовление судовых механизмов и светосигнальной аппаратуры.
В настоящее время теплоходы с маркой Московского судостроительного и судоремонтного завода эксплуатируются на большинстве водных путей России. Построенные заводом суда обеспечивают более 17 % всех пассажирских перевозок по России. МССЗ со дня его существования построено 1804 теплохода. В 1990е годы завод осуществлял строительство экологических судов — нефте- и мусоросборщиков.
В 2000-е годы на заводе велось строительство и обслуживание моторных яхт под брендом Timmerman Yachts. Новый бренд продукции завода был назван в честь Франца Тиммермана, учителя Петра I.
К 2014 году по программе реновации промышленных зон Москвы предприятие было закрыто, а на его бывших территориях сейчас строится жилой комплекс. Оставшиеся от завода производственные мощности были перенесены на «Верфь братьев Нобель», расположенную в Рыбинске.
В 2018 году на территории закрывшегося завода началось жилищное строительство — комплекс River Park.
Адрес завода: ул. Речников, д. 7.

### Московская государственная академия водного транспорта (МГАВТ)
В 1979 году в районе Нагатино был открыт Московский институт водного транспорта, который в 1993 году получил название Московская государственная академия водного транспорта.
Адрес академии: Судостроительная ул., д. 46.

### Перервинский Гидроузел
23 ноября 1932 года был вынут первый кубометр земли под строительство Гидроузла. В 1932—1935 гг. заключёнными Дмитровлага были построены Перервинская плотина, шлюз 10 канала имени Москвы и обваловывающие Нагатино дамбы. Летом 1936 году был готов рабочий проект по постройке шлюза 11 и ГЭС, постройка которых закончилась в 1938 году. В разные годы Гидроузел был и в составе Нагатинского Затона, и в составе Печатников.

### Лицей 1523 при МИФИ
В 1988 году в районе была основана Московская средняя общеобразовательная физико-математическая школа № 1170 при МИФИ. В 1994 году школе присвоен статус Государственного образовательного учреждения Лицей № 1523.
Лицей находится по адресу: Кленовый бульвар, дом 21. 
Ранее на этом месте находилось кладбище сёл Коломенское и Новинки (по данным топографической карты 1878 года). Также, рядом с этим местом находится массовое захоронение строителей Дмитлага, построивших Перервинский Гидроузел, и рабочий посёлок Нагатино.

## Памятники истории и архитектуры, храмы
На территории района Нагатинский Затон находится государственный художественный историко-архитектурный и природно-ландшафтный музей-заповедник «Коломенское» — бывшая вотчина московских великих князей и царей. Территория заповедника охватывает бывшие сёла Коломенское и Дьяковское (Дьяково), а также находящийся рядом с Дьяково уникальный памятник археологии — Дьяково городище.
Также в Коломенском сохранились относящиеся к XVII веку водовзводная башня, Передние и Спасские (Задние) ворота, Сытный двор, ограда Государева двора, стена Кормового двора и Фряжский погреб. Целый ряд памятников деревянного зодчества был перемещён на территорию Коломенского из других подмосковных сел.

### Православные храмы
В числе прочих памятников на территории музея-заповедника находятся уникальные церкви Вознесения Господня в Коломенском (XVI век), Усекновения главы Иоанна Предтечи в Дьякове (XVI век), Казанской иконы Божией матери в Коломенском (XVII век), Святого Георгия Победоносца (XIX век с колокольней XVI века). Две из них (Усекновения главы Иоанна Предтечи и Казанской Божией матери) в настоящее время являются действующими и входят в состав Даниловского благочиния Московской городской епархии Русской православной церкви.
В 2012 году завершается строительство храма святителя Спиридона Тримифунтского в Нагатинском Затоне. Каменный храм, строится в рамках программы «200 храмов Москвы» фонда «Поддержки строительства храмов города Москвы». Настоятель — иерей Михаил Шманов. Адрес: Судостроительная улица, влад. 48.

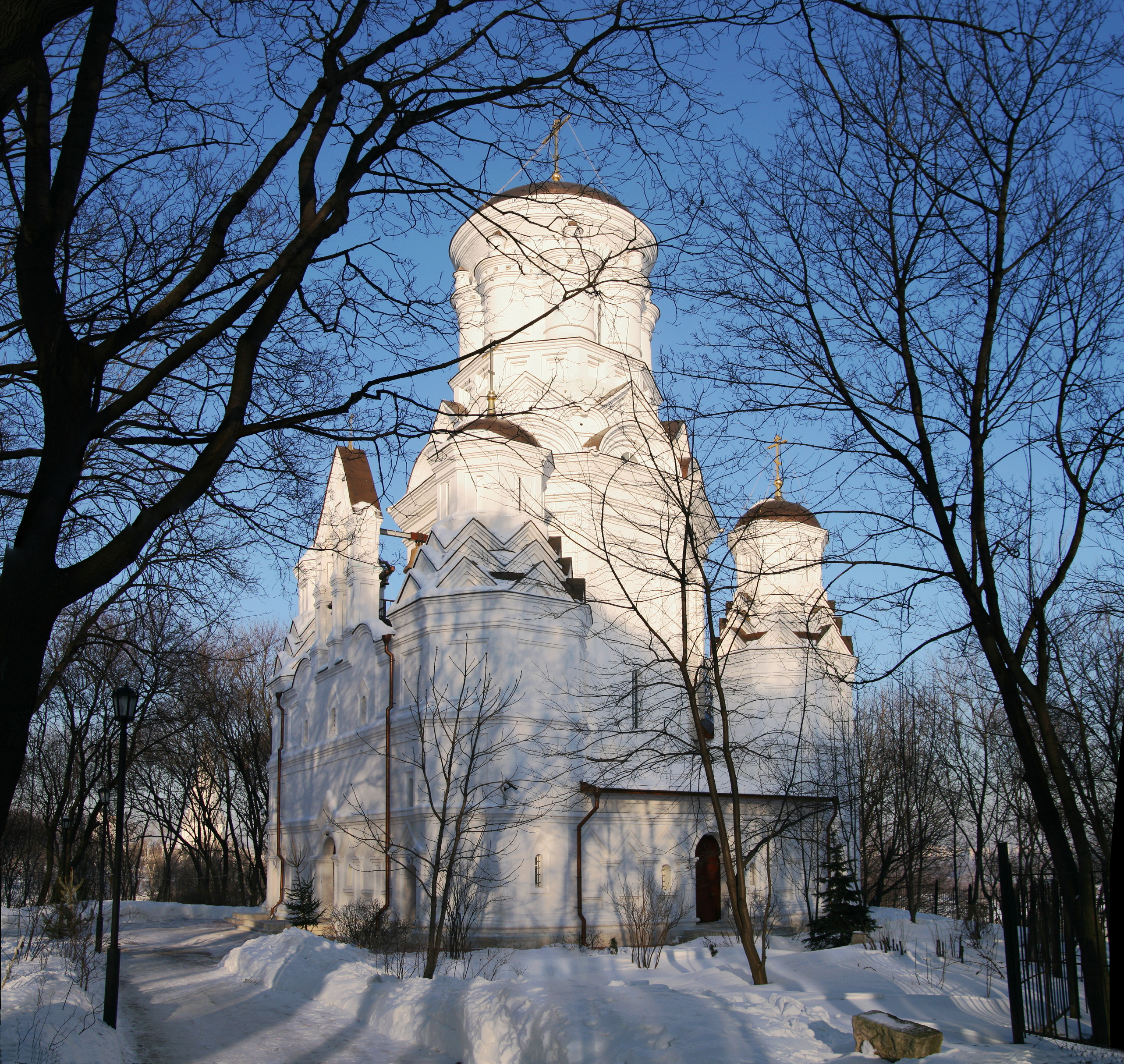
Церковь Усекновения главы Иоанна Предтечи в Дьякове
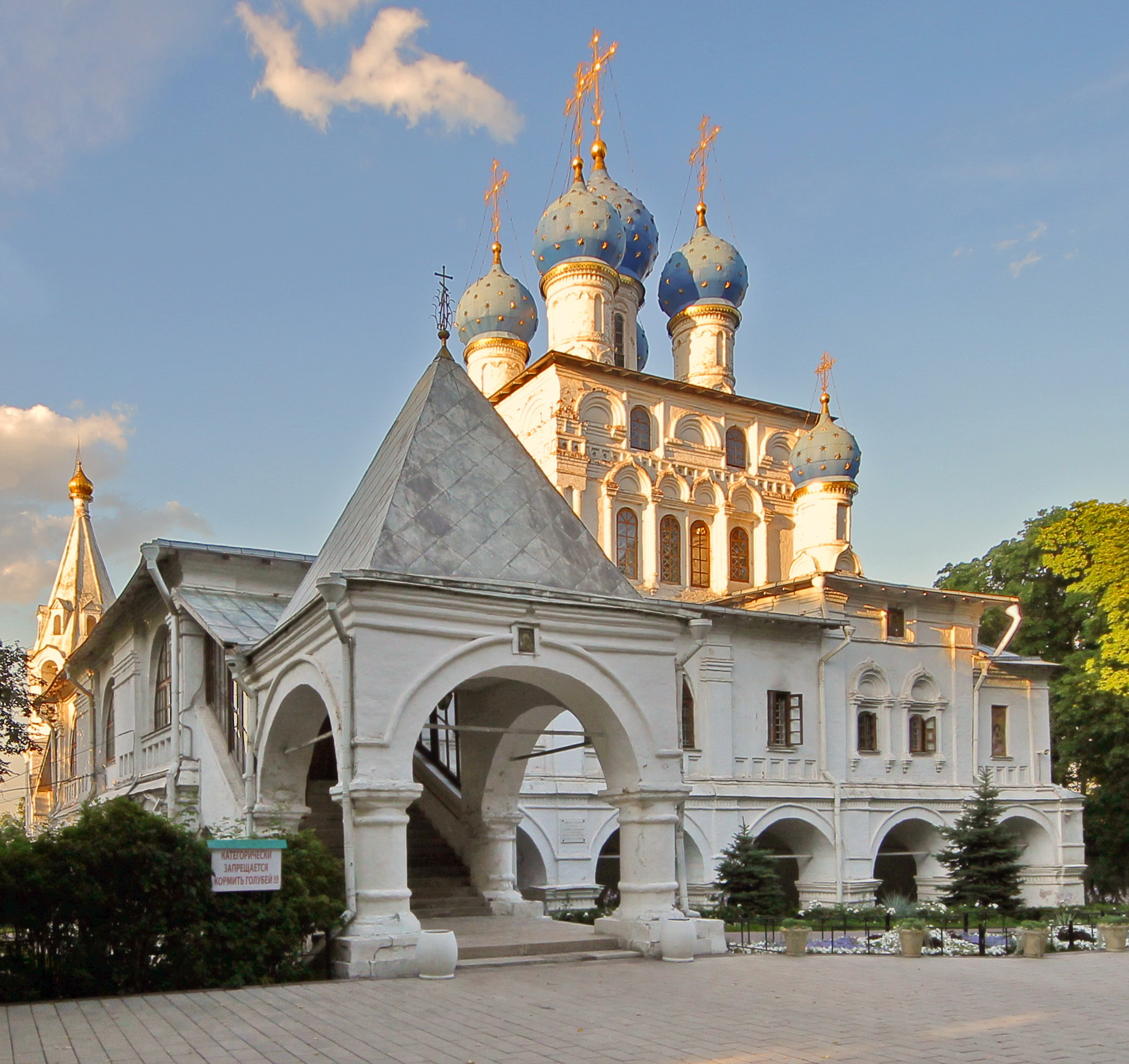
Храм Казанской иконы Божией Матери в Коломенском

## Другие объекты района
- Кинотеатр «Орбита» находится рядом с метро по адресу: Проспект Андропова, д. 27
- «Московский кадетский музыкальный корпус» адрес: Коломенская наб. 20
- Детская ярмарка «На Коломенской» пр-т Андропова, д. 11, корп. 2 (здание Южного Речного вокзала)
- Дом культуры «Нагатино» Судостроительная ул., д.31, корп.1
- Музей этнографических костюмов на куклах Судостроительная ул., д.28, корп.1
- Центральная библиотека № 148 им. К. Симонова — головная в центральной библиотечной системе. Коломенская ул., д. 9 строение 5.
- Детская музыкальная школа имени Кара Караева, адрес: Нагатинская наб., д.54

## Транспорт

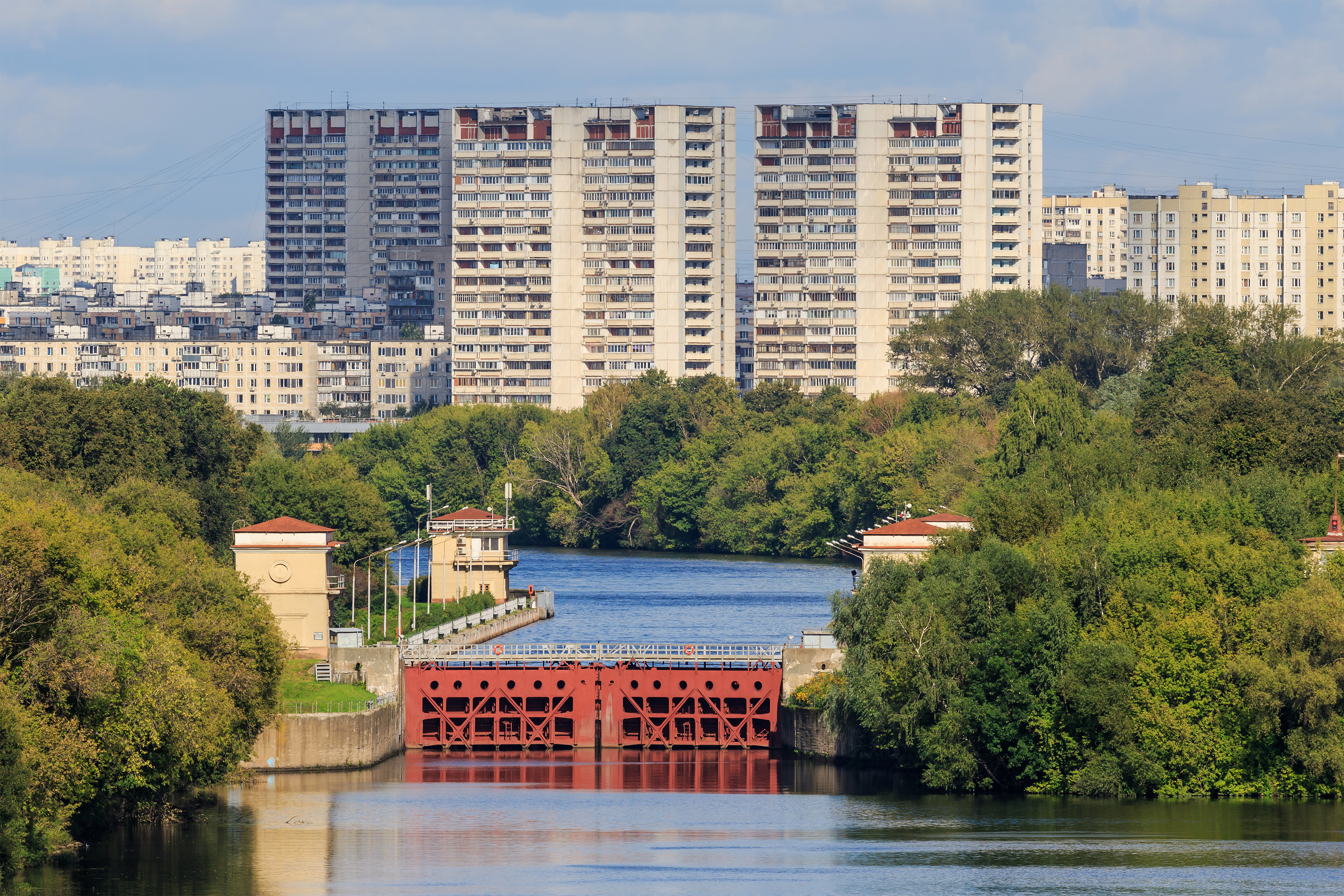
Шлюз на Москве-реке у Нагатинского Затона

### Речной транспорт
На осушённых землях Нагатинской поймы находится Южный речной вокзал — один из двух пассажирских речных вокзалов Москвы. Современное здание вокзала (архитектор Алексей Рухлядев) было открыто в 1985 году, сам же вокзал переведён в Нагатино в 1972 году и долгое время находился на Нагатинской набережной.

### Метро
- На территории района Нагатинский Затон находится станция метро «Коломенская», вблизи границы района — станция «Каширская».
- Через Нагатинскую пойму проведён Нагатинский метромост, по которому движутся поезда Замоскворецкой линии Московского метрополитена.
- У границы района в районе Нагатинской поймы находится станция «Технопарк» Замоскворецкой линии.
- В 2023 году были открыты станции мелкого заложения Большой кольцевой линии:
  - «Кленовый бульвар»
  - «Нагатинский затон»

### Трамваи
На территории Нагатинского Затона проходят трамваи маршрутов № 47 и № 49.

### Автобусы
Непосредственно по территории района проходят автобусы маршрутов м19, 824, 824п, 888, с811 и с856.
Также у метро «Коломенская» по проспекту Андропова проходят автобусы маршрутов е80, 899, с820, с951, н13.

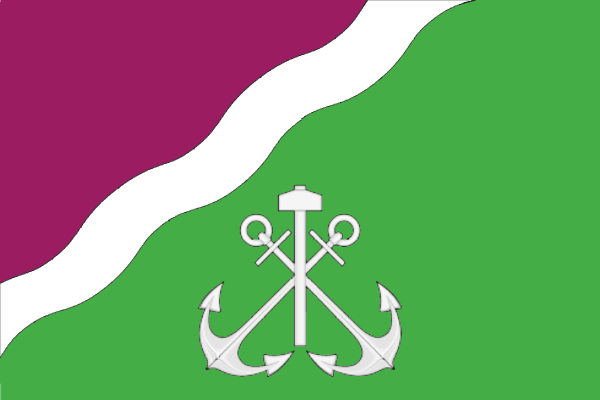
Флаг района
Нагатинский Затон

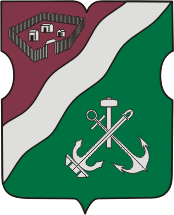
Герб района
Нагатинский Затон

### Описание герба
В щите московской формы левая повышенная серебряная волнообразная перевязь. В верхнем пурпурном поле серебряное городище — три древних жилища, огороженных пятиугольным частоколом с открытыми воротами. В нижнем зелёном поле перекрещенные серебряные молот в столб, древний речной якорь, современный речной якорь. Якоря и молот символизируют славу Нагатино, как района речников,  в районе имелось свою судопроизводство и ремонтные мастерские, а также значительная часть населения была связана с рекой и Перервинским гидроузлом. В районе до сих пор находятся профильные образовательные учреждения.

### Описание флага
Флаг муниципального образования «Нагатинский Затон» представляет собой двустороннее, прямоугольное полотнище с соотношением сторон 2:3.
Полотнище разделено волнообразной линией из нижнего угла, прилегающего к древку. Часть полотнища, прилегающая к древку, состоит из пурпурного треугольника с волнообразным основанием, габаритные размеры которого составляют 33/40 длины и 13/16 ширины полотнища, и примыкающей к нему белой волнообразной полосы. Часть полотнища, противоположная древку, — зелёная.
В пурпурном треугольнике помещено изображение белого городища — три древних жилища, огороженных пятиугольным частоколом с открытыми воротами. Габаритные размеры изображения составляют 1/4 длины и 1/4 ширины полотнища. Центр изображения находится на расстоянии 5/24 длины от бокового края полотнища, прилежащего древку, и на расстоянии 1/4 ширины полотнища от его верхнего края.
В зелёной части полотнища помещено изображение перекрещенных серебряных молота прямо, древнего речного якоря, современного речного якоря. Габаритные размеры изображения составляют 9/30 длины и 17/40 ширины полотнища. Центр изображения находится на расстоянии 1/4 длины от бокового края полотнища, противоположного древку, и на расстоянии 5/16 ширины полотнища от его верхнего края.

### Объяснение символики
- Зелёное поле символизирует обилие зелёных насаждений в современной застройке местности, наличие паркового массива и близость Музея-заповедника «Коломенское».
- Пурпурное поле символизирует неразрывную историческую связь территории Нагатинского затона с селом Коломенским и пребыванием в этой местности великих князей и царей российских, начиная с XIV века: Ивана Калиты, Ивана Грозного, Алексея Михайловича, Петра I, Елизаветы Петровны и Екатерины II.
- Волнообразная серебряная перевязь символизирует расположение муниципального образования по обе стороны реки Москвы. Древнее городище символизирует существование в данной местности древнего поселения — Дьякова городища, уникального явления местной первобытной культуры.
- Два скрещенных якоря и молот серебряного цвета символизируют находящиеся в Нагатинском затоне Московский судостроительный и судоремонтный завод, Академию водного транспорта (МГАВТ) и Южный речной вокзал.

## Парки, скверы и общественные пространства
Коломенская набережная была обновлена в 2019 году. Появилось несколько тематических зон: детские и спортивные площадки, ротонда, пространства для тихого отдыха, пешеходные и велосипедные маршруты, место для отдыха у воды и деревянные понтоны. Были обновлены дорожки и газоны. Возле дома № 5 на Коломенской улице появилась новая детская площадка.
Музей-заповедник «Коломенское» — дворцовое село, бывшая царская резиденция, сейчас крупнейший парк на юге Москвы. 